# Harry Sinden
Temple de la renommée : 1983
Temple de la renommée de l'IIHF : 1997
Harry James Sinden (né le 14 septembre 1932 à Weston, dans la province de l'Ontario au Canada) est un joueur professionnel de hockey sur glace ayant évolué au poste de défenseur devenu entraîneur.

## Carrière
Il commence à jouer pour les Generals d'Oshawa dans la Ligue de hockey de l'Ontario, puis avec les Dunlops de Whitby et remporte la coupe Allan en 1957. Il joue également pour les Canadiens de Hull-Ottawa dans l'Eastern Professional Hockey League.
Il gagne le Championnat du monde de hockey sur glace en 1958 et la médaille d'argent aux Jeux olympiques d'hiver de 1960.
Par l'intermédiaire de Lynn Patrick, il obtient un poste d'entraîneur-joueur aux Frontenacs de Kingston (futurs Bruins de Minneapolis puis Blazers d'Oklahoma City).
En fin de carrière, il devient entraîneur et dirige notamment les Bruins de Boston et l'équipe du Canada de hockey sur glace pendant la Série du siècle 1972. Avec les Bruins, il remporte la série éliminatoire de la Coupe Stanley 1970.
Il est intronisé au Temple de la renommée du hockey en 1983 et à celui de l'IIHF en 1997.

## Statistiques

### Joueur

#### En club
| Saison    | Équipe                   | Ligue       |    | Saison régulière | Saison régulière | Saison régulière | Saison régulière | Saison régulière |   | Séries éliminatoires | Séries éliminatoires | Séries éliminatoires | Séries éliminatoires | Séries éliminatoires |
| Saison    | Équipe                   | Ligue       | PJ | B                | A                | Pts              | Pun              | PJ               | B | A                    | Pts                  | Pun                  |                      |                      |
| 1949-1950 | Generals d'Oshawa        | AHO         | 37 | 1                | 5                | 6                | 28               |                  |   |                      |                      |                      |                      |                      |
| 1950-1951 | Generals d'Oshawa        | AHO         | 53 | 9                | 28               | 37               | 71               | 5                | 1 | 3                    | 4                    | 8                    |                      |                      |
| 1951-1952 | Generals d'Oshawa        | AHO         | 43 | 3                | 24               | 27               | 35               | -                | - | -                    | -                    | -                    |                      |                      |
| 1952-1953 | Generals d'Oshawa        | AHO         | 55 | 12               | 34               | 46               | 49               | 5                | 1 | 1                    | 2                    | 6                    |                      |                      |
| 1955-1956 | Dunlops de Whitby        | AHOSr       | 40 | 20               | 47               | 67               | 83               | 9                | 1 | 13                   | 14                   | 11                   |                      |                      |
| 1956-1957 | Dunlops de Whitby        | AHOSr       | 47 | 11               | 33               | 44               | 82               | 9                | 1 | 2                    | 3                    | 6                    |                      |                      |
| 1957      | Dunlops de Whitby        | Coupe Allan | -  | -                | -                | -                | -                | 8                | 1 | 9                    | 10                   | 22                   |                      |                      |
| 1957-1958 | Dunlops de Whitby        | AHOSr       | 33 | 6                | 16               | 22               | 44               | -                | - | -                    | -                    | -                    |                      |                      |
| 1958-1959 | Dunlops de Whitby        | AHOSr       | 52 | 13               | 34               | 47               | 38               | 10               | 2 | 5                    | 7                    | 12                   |                      |                      |
| 1959      | Dunlops de Whitby        | Coupe Allan | -  | -                | -                | -                | -                | 12               | 3 | 10                   | 13                   | 8                    |                      |                      |
| 1959-1960 | Canadiens de Hull-Ottawa | EPHL        | -  | -                | -                | -                | -                | 5                | 0 | 2                    | 2                    | 2                    |                      |                      |
| 1960-1961 | Frontenacs de Kingston   | EPHL        | 54 | 3                | 36               | 39               | 24               | 5                | 1 | 5                    | 6                    | 4                    |                      |                      |
| 1961-1962 | Frontenacs de Kingston   | EPHL        | 68 | 11               | 61               | 72               | 98               | 11               | 1 | 10                   | 11                   | 11                   |                      |                      |
| 1962-1963 | Reds de Providence       | LAH         | 1  | 0                | 0                | 0                | 0                | -                | - | -                    | -                    | -                    |                      |                      |
| 1962-1963 | Frontenacs de Kingston   | EPHL        | 71 | 10               | 56               | 66               | 74               | 5                | 2 | 2                    | 4                    | 9                    |                      |                      |
| 1963-1964 | Bruins de Minneapolis    | CPHL        | 57 | 6                | 25               | 31               | 64               | 5                | 0 | 2                    | 2                    | 0                    |                      |                      |
| 1964-1965 | Bruins de Minneapolis    | CPHL        | 62 | 5                | 5                | 10               | 42               | -                | - | -                    | -                    | -                    |                      |                      |
| 1965-1966 | Blazers d'Oklahoma City  | CPHL        | 59 | 3                | 10               | 13               | 16               | 9                | 0 | 9                    | 9                    | 4                    |                      |                      |

#### En équipe nationale
| Année | Équipe | Compétition          |   | PJ | B | A | Pts | Pun               |  | Résultat |
| 1958  | Canada | Championnat du monde | 7 | 4  | 3 | 7 | 4   | Médaille d'or     |  |          |
| 1960  | Canada | Jeux olympiques      | 7 | 4  | 5 | 9 | 6   | Médaille d'argent |  |          |

### Entraîneur
| Saison    | Équipe                | Ligue |    | PJ | V  | D  | N                   |  | Séries éliminatoires |
| 1963-1964 | Bruins de Minneapolis | CPHL  | 72 | 36 | 29 | 7  | Défaite au 1er tour |  |                      |
| 1966-1967 | Bruins de Boston      | LNH   | 70 | 17 | 43 | 10 | Non qualifiés       |  |                      |
| 1967-1968 | Bruins de Boston      | LNH   | 74 | 37 | 27 | 10 | Défaite au 1er tour |  |                      |
| 1968-1969 | Bruins de Boston      | LNH   | 76 | 42 | 18 | 16 | Défaite au 2e tour  |  |                      |
| 1969-1970 | Bruins de Boston      | LNH   | 76 | 40 | 17 | 19 | Vainqueurs          |  |                      |
| 1979-1980 | Bruins de Boston      | LNH   | 10 | 4  | 6  | 0  | Défaite au 2e tour  |  |                      |
| 1984-1985 | Bruins de Boston      | LNH   | 24 | 11 | 10 | 3  | Défaite au 1er tour |  |                      |